# Cylindromyia eronis
Cylindromyia eronis är en tvåvingeart som beskrevs av Charles Howard Curran 1927. Cylindromyia eronis ingår i släktet Cylindromyia och familjen parasitflugor. Inga underarter finns listade i Catalogue of Life.